# 舞祭組村のわっと! 驚く! 第1笑
「舞祭組村のわっと! 驚く! 第1笑」（ぶさいくむらのわっと! おどろく! だいいっしょう）は、舞祭組の1枚目のライヴDVD/Blu-rayで2018年8月22日にavex traxから発売された。

## 概要
2017年12月13日発売の舞祭組1stアルバム「舞祭組の、わっ!」を提げた自身初のライブツアー。
今作は2018年2月12日に開催された東京NHKホール公演を映像化したもの。
初回盤特典映像「ホールツアー密着ドキュメント」、通常盤特典映像「Fire&Lightning＜スペシャルバージョン＞」には、中居正広も出演している。
初回盤、通常盤（DVD/Blu-ray）の計3形態で発売。

## 収録内容

### 本編映像
- 通常盤のみ副音声「メンバー副音声 〜LIVEトーク〜」を収録。

DISC 1
1. ぶっさっさー
2. 棚からぼたもち
3. ちんとんしゃん
4. 友達申請
5. 恋愛心経
6. トロになりたい
7. てぃーてぃーてぃーてれって てれてぃてぃてぃ 〜だれのケツ〜
8. MC
9. ブサイク魂
10. MC
11. 俺とヒーロー
12. やっちゃった!!
13. 最幸LOVE!
14. like a Mt.Fuji 〜勝利のドラゴン〜
15. 春夏秋冬、漢歌
16. Fire&Lightning
17. BODY&SOUL 〜全身全霊〜
18. 道しるべ
19. ぶっさっさー

[ENCORE]
1. 棚からぼたもち

### 特典映像

#### 初回盤
DISC 2
1. ホールツアー密着ドキュメント
  1. 大阪篇
  2. 名古屋篇
  3. 東京篇
  4. 仙台篇
  5. 福岡篇
2. 爆笑スペシャル企画「舞祭組が体張ってリクエストにお答えしちゃいます！」〜アルバムシリアル特典厳選集〜

#### 通常盤
DISC 1
1. Fire&Lightning＜スペシャルバージョン＞（中野サンプラザ1.31公演）
中居正広がゲスト出演している。